# José Carlos Mariátegui
José Carlos Mariátegui La Chira (Moquegua, 14 de junho de 1894 – 16 de abril de 1930) foi um escritor, historiador, jornalista, sociólogo e ativista político peruano. Autodidata, Mariátegui destacou-se como um dos primeiros e mais influentes pensadores do marxismo latino-americano no século XX. Autor prolífico apesar de sua morte prematura, era também conhecido em seu país como El Amauta (do quéchua: hamawt'a, 'mestre'). Seu livro mais conhecido internacionalmente - e um dos dois que publicou em vida -  é  Sete Ensaios de Interpretação da Realidade Peruana, no qual traçou uma história econômica do Peru sob a perspectiva materialista.
Segundo Michael Löwy, "José Carlos Mariátegui é não somente o mais importante e inventivo dos marxistas latino-americanos, mas também um pensador, cuja obra, por sua força e originalidade, tem um significado universal", guardando afinidades com grandes pensadores do marxismo ocidental, como Gramsci, Lukács, Walter Benjamin e Georges Sorel. Segundo Löwy, o núcleo da sua singular interpretação do marxismo, é irredutivelmente romântico - o que, do ponto de vista da ortodoxia stalinista, era uma heresia. Em artigo de 1941, Vladimir Myasishchev, denunciou o "populismo" e o "romantismo" de Mariátegui, para demonstrar que seu pensamento era estranho ao marxismo. Como exemplo deste "romantismo nacionalista",  Myasishchev citava as teses de Mariátegui sobre a importância do coletivismo agrário inca para a luta socialista moderna no Peru.
Nos Sete ensaios, Mariátegui examina a situação econômica e social do Peru, de um ponto de vista marxista. A obra é considerada como o primeiro documento de análise da sociedade latino-americana. O livro parte da história econômica do Peru e prossegue apresentando o  "problema indígena", que o autor liga ao "problema agrário". Os demais capítulos são dedicados à educação, à religião, ao regionalismo e à centralização, assim como à literatura. Na mesma obra, Mariátegui responsabiliza os proprietários de terras pela situação econômica do país e pelas condições de vida miseráveis dos indígenas da região. Ao mesmo tempo, observa que o Peru teria ainda numerosas características das sociedades feudais e defende a ideia de que a transição para o socialismo poderia ocorrer através das formas de  coletivismo tradicionais, praticadas pelos indígenas.
Mariátegui foi redator do jornal El Tiempo. Fundou o Partido Comunista Peruano e a Confederação Geral dos Trabalhadores do Peru.

## Biografia

### Infância e Juventude
Mariátegui nasceu em Moquegua, no ano de 1894. Filho de María Amalia la Chira Ballejos e Francisco Javier Mariátegui Requejo. Entre seus antepassados podemos citar o pensador liberal Francisco Javier Mariátegui e Tellería. Mariátegui teve dois irmãos: Guillermina e Julio César Mariátegui. 
Em 1899, ele mudou-se com sua mãe e seus irmãos para Huacho e, em 1902, depois de um acidente na escola, veio a ser internado na clínica Maison de Santé de Lima. Seu período internado foi longo, agravado por uma anquilosis na perna esquerda que viria a lhe acompanhar o resto de sua vida. Por ter ficado incapaz de socializar e participar de brincadeiras com outras crianças de sua idade, passou a se dedicar à leitura e à reflexão.
Algum tempo depois, em 1907, seu pai, Francisco Javier Mariátegui, viria a morrer no porto do Callao.
Em 1909, ingressou no jornal A Imprensa e desempenhou tarefas auxiliares. Primeiro como carregador e depois como ajudante de linotipista. Apesar de não ter concluído seus estudos escolares, chegou a se formar em jornalismo e começou a trabalhar como colunista, escrevendo artigos para jornais. Primeiro no periódico A Imprensa (1914-1916) e depois no Jornal O Tempo (1916-1919), ao mesmo tempo em que era colaborador das revistas Mundo Limeño, Lulú, O Turf e Colónida. Usando o pseudônimo de Juan Croniqueur, ironizou a frivolidade limeña e exibiu uma vasta cultura autodidata, que o aproximou aos núcleos intelectuais e artísticos de vanguarda. Tornou-se amigo do escritor Abraham Valdelomar, com quem formou uma dupla diletante, cujos duelos talentosos eram reproduzidos por eles mesmos em suas crônicas. Por essa época (chamada depois depreciativamente por ele mesmo como sua «idade da pedra») cultivou com entusiasmo a poesia,  mas nunca publicou sua anunciada coleção de poemas intitulado Tristeza.
Em 1917, inscreveu-se junto ao jornalista César Falcón e outros conhecidos em um curso de Latim dado pelo Agustiniano Pedro Martínez Vélez na recém fundada Universidade Católica de Lima. Em pouco tempo, por diversos motivos, eles abandonaram o curso. 

Em 1918 seus interesses se voltaram para os problemas sociais. Fundou com o jornalista César Falcón e Félix do Vale a revista Nossa Época, onde criticou o militarismo e a política tradicional peruana. No entanto, a revista acabou por só possuir dois números publicados. Em 1919, e igualmente em colaboração com Falcón, fundou o diário A Razão, onde desde então apoiou a reforma universitária e as lutas operárias. O dito diário também não teve longa vida e foi censurado pelo governo do presidente Augusto B. Leguía, oficialmente por ter-se expressado de forma depreciativa acerca dos membros do parlamento, ainda que o mais provável fosse pelas crescentes insatisfações populares que a revista incentivava.

### Viagem à Europa e formação socialista
Mariátegui, junto de César Falcón, viajou rumo à Europa graças a uma bolsa que lhe foi concedida pelo governo de Leguía como uma forma encoberta de deportação. Passaram por Nova York, coincidindo com uma greve de trabalhadores das Docas do porto, e na Alemanha com a revolução espartaquista, para depois em novembro chegar ao porto de Lhe Havre e dali para Paris.  De outro lado, o pesquisador Sylvers Malcolm tem precisado que ambos viajaram na função de «propagandistas de ultramar» do então governo de Leguía. Ambos pertenciam ao setor de Relações Exteriores, em particular, pelo que se tratava de cargos remunerados e não de bolsas de estudos como acreditou-se durante muito tempo. Mariátegui foi atribuído ao Consulado de Peru em Roma enquanto que Falcón fora vinculado ao Consulado de Peru em Madri. Tudo isto é corroborado em carta de Mariátegui a Victoria Ferrer, com data 24 de janeiro de 1920.
Durante o tempo desta viagem, nasceu sua primogênita, Glória María Mariátegui Ferrer, filha de sua relação com Victoria Ferrer González.
Na Europa, segundo o mesmo, é onde considera que mais aprendeu. Vinculou-se com escritores representativos, estudou idiomas, questionou acerca das novas inquietudes intelectuais e artísticas e compareceu em conferências e reuniões internacionais.
Durante sua estadia na Itália, casou-se com Anna Chiappe e fez-se presente durante a ocupação das fábricas em Turín, bem como no XVII Congresso Nacional do Partido Socialista Italiano, em Livorno, onde se produziu uma divisão histórica formando-se o Partido Comunista Italiano (PCI). Mariátegui participou dos círculos de estudo do PSI e assumiu o marxismo como método de estudo, em um momento que coincidiu com o momento de ascensão de Benito Mussolini. Segundo sua análise, a vitória do fascismo é o preço que um país deve pagar pelas contradições da esquerda.
Durante o período seguinte de sua vida, Mariátegui abandonou a Itália e percorreu a Europa à espera de poder voltar ao Peru. Visitando Paris, Munique, Viena, Budapeste, Praga e Berlim.  Durante esse percurso, estudara os movimentos revolucionários que convulsionam o continente europeu após a guerra.

### Retorno ao Peru
O dia 17 de março de 1923 marcou o regresso de Mariátegui a Lima, acompanhado de sua esposa e seu primogênito. Por convite de Haya de la Torre - que era o fundador e reitor - , realizou conferências na Universidade Popular González Prada sobre a crise mundial derivada da Primeira Guerra Mundial.Ficou a cargo da direção da revista a Clareza quando seu fundador, Víctor Raúl Haya de la Torre, futuro líder do APRA, foi mandado para o Exílio no México. Guiou a realização da Frente Única de Trabalhadores e no findar desse mesmo ano anunciou a publicação de «Vanguardia: Revista Semanal de Renovação Ideológica», co-dirigida com Félix do Vale, projeto que não seria levado a cabo, mas que depois transformar-se-ia na revista Amauta.
Em 1924, devido a sua antiga lesão, precisou amputar uma perna. No entanto, a perda de sua perna não fora capaz de parar sua produção intelectual, continuando-a, mesmo enclausurado, numa cadeira de rodas. Passou uma temporada de repouso em Miraflores para mudar-se no dia 1 de junho de 1925, aquela que seria sua residência mais simbólica na Rua Washington, esquerda, N.º 544, hoje conhecida como a Casa Museu José Carlos Mariátegui. Em outubro de 1925, fundou o Editorial Minerva junto com seu irmão Julio César publicando tanto obras suas, quanto de outros autores peruanos, começando por seu primeiro livro copilado de ensaios: A cena contemporânea, acerca da política mundial.[16] Em 1926, fundou a revista Amauta (em quechua sábio ou maestro), que aglutinou uma ampla geração de intelectuais em torno de uma nova apreciação do fazer nacional e deu impulso ao movimento indigenista, tanto no campo das artes quanto da literatura.Assim mesmo, colaborou assiduamente com os periódicos limenhos Variedades e Mundial.
Foi preso em 1927 durante um processo contra os comunistas acusados de conspirar contra o governo de Leguía, mas depois permitiram-lhe concluir a pena sob regime de prisão domiciliar. Em 1928, ele rompeu politicamente com Víctor Raúl Haya de la Torre, com quem tinha colaborado entre 1926 e 1928, etapa dentro da qual o APRA era ainda tão só uma aliança. «As discrepâncias surgiram por motivos, sobretudo de tática política mais do que ideológicas».  Em 7 de outubro de 1928, fundou o Partido Socialista Peruano, convertendo-se um ano mais tarde em seu secretário geral. Durante esse mesmo ano, fundou a revista marxista Labor e publicou sua obra intitulada 7 ensaios de Interpretação da Realidade Peruana. Já no ano de 1929 fundou a Confederação Geral de Trabalhadores do Peru.
O projeto político de Mariátegui pôs-se a prova no Congresso Sindical Latino-Americano de Montevidéu (maio de 1929) e a Conferência Comunista Latino-americana (junho do mesmo ano). Nesse período, auxiliou o Partido Socialista Peruano com cinco delegados que seguiam um planejamento idealizado por Mariátegui: Hugo Pesce, Julio Portocarrero, José Bracamonte (piloto da Marinha Mercante Nacional, fundador da Federação de Tripulantes do Peru), Juan Peves (dirigente camponês de Ica, fundador da Federação de Yanacones) e Carlos Saldías (dirigente têxtil). Estas propostas foram questionadas pela divisão política da Internacional na América do Sul, gerando grande distanciamento entre as propostas da Internacional Comunista e as posturas de Mariátegui. Definitivamente, Mariátegui «não aceitou subordinar-se à hierarquia comunista». Assim o líder comunista argentino Victorio Codovilla, representante da Comintern para América Latina, condenou, durante a Conferência de Montevidéu, os postulados de Mariátegui por "desviarem-se" dos princípios fixados pela Comintern, segundo a qual acreditava-se que o exemplo revolucionário soviético era o único válido e aplicável para todas as expressões revolucionárias marxistas em todo o planeta.
Em fevereiro de 1930, Eudocio Ravines foi nomeado secretário geral do Partido Socialista do Peru, substituindo Mariátegui, que se preparava para uma viagem a Buenos Aires, onde poderia tratar sua doença e participaria no Conselho Geral da Une Anti-imperialista. Também planejava dar dimensões continentais a sua revista Amauta transladando sua sede de Lima à capital da Argentina.

### Últimos dias
No findar do mês de março de 1930, Mariátegui sofreu uma internação de emergência sendo acompanhado por seus amigos, entre os quais destaca-se Diego San Román Zeballos (criador da revista O Poeta Herege). Morreu no dia 16 de abril, quase na véspera de sua esperada viagem a Buenos Aires. No dia 20 de maio, a direção do Partido Socialista Peruano, com Eudocio Ravines como secretário geral e Jean Braham Fontes Cruz como presidente geral, mudou o nome do Partido Socialista do Peru para Partido Comunista Peruano.
Foi enterrado no Cemitério Presbítero Maestro, com um massivo cortejo fúnebre, e, em 1955, quando comemorou-se os 25 anos de sua morte, fora transportado para um novo mausoléu no mesmo cemitério (um túmulo de granito feito pelo escultor espanhol Eduardo Gastelu Macho).

## Seu pensamento

### Visão do Peru
A Conquista não só marcou a História do Peru, como também transformou a economia. Antes da chegada dos espanhóis, existia uma economia comunal indígena que se mostrava bastante sólida. Existia um bem-estar material graças à organização coletivista da sociedade incaica. Esta organização tinha superado o impulso individual e ao mesmo tempo tinha desenvolvido o hábito de responsabilidade para com o dever social.
A Conquista instaurou uma economia de caráter feudal. Os colonizadores não procuravam desenvolver uma economia sólida, buscando somente a exploração dos recursos naturais. Para o autor, os espanhóis não se formaram como uma força colonizadora (como os ingleses nos Estados Unidos), mas sim se constituíram como uma pequena corte, uma burocracia. Este sistema acabou determinando a economia republicana.
A política econômica da Coroa Espanhola impedia o surgimento de uma burguesia nas colônias. Estas julgaram necessária a independência para assegurar seu desenvolvimento. A independência decide-se então pelas necessidades do desenvolvimento capitalista; nesse sentido, Inglaterra cumpriu um papel fundamental ao apoiar as nascentes nações americanas.
Para Mariátegui, o gamonal invalida inevitavelmente toda a lei ou ordem de proteção do indígena ou do camponês. Contra a autoridade do latifundiário, sustentada pelo ambiente e o hábito, é impotente a lei escrita. O prefeito ou o presidente municipal, conselho ou prefeitura, o juiz, o corregedor, o inspetor, o comissário, o coletor de impostos, a polícia e o exército estão atrelados à grande propriedade. «A lei não pode prevalecer contra os gamonales. O servidor público que insistisse na imposição, seria abandonado e sacrificado pelo poder central, sobre o qual são sempre onipotentes as influências do gamonalismo, que atuam diretamente ou através do parlamento, ambas com a mesma eficácia».
É importante esclarecer a aliança a que têm chegado o gamonalismo regional e o regime central: «o gamonalismo é a causa de todos os defeitos e vícios do regime central». O gamonal é uma peça na estrutura da administração centralizada: possui representatividade em partidos políticos de influência nacional e é o elo fundamental na corrente de uma das muitas tramas do sistema político. O poder central recompensa ao gamonal ao permitir-lhe participar de múltiplos acordos e, atualmente, conferindo a ele os benefícios que produz a exploração de recursos naturais pelas multinacionais e inumeráveis contratos para complementá-las. Nestas condições, qualquer descentralização termina com o resultado essencial de um acrescentamento do poder do gamonalismo.
O guano e o salitre desempenharam um papel fundamental no desenvolvimento da economia peruana. Estes produtos aumentaram exponencialmente a riqueza do Estado, já que a Europa, em plena atividade industrial, precisava destes recursos para manter sua produtividade agrícola, recursos estes que o Peru possuía em monopólio. Esta riqueza foi desperdiçada pelo Estado Peruano, mas permitiu o surgimento do capital comercial e bancário. Começou-se, então, a Constituição de uma classe capitalista, em cuja origem encontrava-se na figura da velha aristocracia peruana. Estes produtos também permitiram a consolidação do poder da costa, já que até então, a mineração tinha configurado à economia peruana um caráter andino. Em suma, o guano e o salitre permitiram a migração do sistema econômico peruano de um modelo feudal a um modelo capitalista.
Com a mudança do modelo de economia peruano, as novas nações procuravam desenvolver suas atividades comerciais, com a venda de recursos naturais em toda América Latina e a compra de produtos manufaturados da Europa, gerando um sistema que beneficiava, principalmente, as nações europeias. Este sistema permitiu o desenvolvimento isolado dos países Atlânticos, já que as distâncias eram enormes para os países que se encontravam na costa do Pacífico, como o caso do Peru. O Peru em mudança começou a comercializar com a Ásia, mas não conseguiu o mesmo desenvolvimento que com os países do Atlântico.
Ademais, com a culminância da Guerra do Pacífico, o Peru perdeu o guano e o salitre. Mas esta guerra também significou a paralisação de toda a produção nacional e o comércio, bem como a perda do crédito exterior. O poder caiu temporariamente em mãos dos militares, mas a burguesia limenha logo recuperou sua função. Em decorrência, foi proposto o Contrato Grace como uma medida para sair da crise, o que ocasionou a consolidação do predomínio britânico no Peru, ao entregar em concessão a malha ferroviária peruana por um período de 66 anos.
O Marxismo
Mariátegui se identifica como marxista desde seu regresso do continente europeu, encontrando notáveis similitudes com o pensamento heterodoxo de Antonio Gramsci, especialmente no que tange a relevância da superestrutura cultural não como mero «reflexo», até à valoração de suas potencialidades revolucionárias para gerar contra hegemonia. Por consequência disso, nota-se o trabalho em sua revista teórica Amauta e o órgão revolucionário Labor, que será, a posteriori, boicotado pelo regime de Leguía. Mariátegui é considerado o primeiro marxista latino-americano ao realçar o papel das massas indígenas como o autêntico «proletariado» do continente e enfatizar a necessidade de uma revolução socialista, influenciado pelo sindicalismo radical de Georges Sorel. 
Mariátegui considera que as burguesias e as elites, as quais possuem um sentimento de posse do poder político, não possuem necessário interesse para com a soberania de seus países, ou seja, não há da parte destes predispostos para uma revolução. Distancia-se assim de pensadores como Haya de la Torre, que tendem a defender a participação da burguesia no processo anti-imperialista. Desse modo, destina aos movimentos de massa a ação revolucionária.
Segundo Socoloff, considerando o apresentado em tese na primeira conferência comunista Latino-americana de 1929, Mariátegui considera incomparável a situação das repúblicas Latino-americanas com a de países semicoloniais.

### Mariátegui e os movimentos Indígenas
O pensamento de José Carlos Mariátegui, pensador responsável por pensar o Marxismo na América Latina, vinculando-o, como apontam Socoloff e Jean Tible, ao pensamento e movimentos indígenas. Em seus últimos anos de vida, Mariátegui repensou a nação Peruana e por extensão todo o continente Latino-americano, colocando ao centro da luta de classes, possuindo a capacidade de reorganizar a luta proletária.
Já o Professor Jean Tible, traça suas considerações acerca do encontro do pensamento indígena e do pensamento marxista na obra de Mariátegui, comentando acerca da capacidade do pensador peruano de aproximar o pensamento Marxista da realidade Latino-americana, sendo capaz de extrapolar os limites da perspectiva Europeia. 

### O fascismo
Em seus apontamentos, Mariátegui demonstrara como o fascismo não era um «caso particular» da Itália ou um «cataclismo» e sim um fenômeno internacional «possível dentro da lógica da História», do desenvolvimento dos monopólios no imperialismo e de sua necessidade de derrotar a luta do proletariado. Mariátegui via o fascismo como algo que surge a partir de uma crise social profunda, como a expressão de que a classe dominante não se sente já suficientemente defendida por suas instituições democráticas, visto que responsabiliza as massas por todos os males da pátria, ao regime parlamentar. E oposta à luta revolucionária, desencadeia o culto à violência e contra a nova ordem do Estado fascista, concebido como estrutura autoritária vertical de corporações. Mariátegui, deste modo, vislumbra como o triunfo do fascismo estava inevitavelmente destinado a exasperar a crise europeia e mundial.

## Obras
Em vida, Mariátegui publicou apenas dois livros (La escena contemporánea e 7 ensayos de interpretación de la realidad peruana), deixando inacabados e inéditos dois outros (El alma matinal e Defensa del marxismo), publicados em 1950 e 1955, respectivamente, embora, em grande parte, já tivessem sido  publicada pela imprensa. Todos os seus livros, além da sua abundante produção jornalística (artigos, conferências, ensaios e uma novela), escritos ao longo de apenas sete anos (1923-1930), foram editados e publicados após a sua morte, por iniciativa de sua viúva e seus filhos.

### Obras
- La escena contemporánea. Obras completas, Vol. 1. Ed. Amauta.
- 7 ensayos de interpretación de la realidad peruana, Obras completas, Vol. 2. Ed. Amauta.
- El alma matinal y otras estaciones del hombre de hoy, Obras completas, Vol. 3. Ed. Amauta.
- La novela y la vida. Siegfried y el profesor Canella, Obras completas, Vol. 4. Ed. Amauta..
- Defensa del marxismo, Obras completas, Vol. 5. Ed. Amauta.
- El artista y la época. Obras completas, Vol. 6. Ed. Amauta.
- Signos y obras. Análisis del pensamiento literario contemporáneo, Obras completas, Vol. 7. Ed. Amauta.
- Historia de la crisis mundial. Conferencias pronunciadas en 1923. Obras completas, Vol. 8. Ed. Amauta.
- Poemas a Mariátegui (compilação com prólogo de Pablo Neruda). Obras completas, Vol. 9. Ed. Amauta.
- José Carlos Mariátegui, por María Wiesse, Obras completas, Vol. 10. Ed. Amauta.
- Peruanicemos al Perú, Obras completas, Vol. 11. Ed. Amauta.
- Temas de nuestra América, Obras completas, Vol. 12. Ed. Amauta.
- Ideología y política, Obras completas, Vol. 13. Ed. Amauta.
- Temas de educación, Obras completas, Vol. 14. Ed. Amauta.
- Cartas de Italia, Obras completas, Vol. 15. Ed. Amauta.
- Figuras y aspectos de la vida mundial. Tomos 1, 2 e 3 Obras completas, Vol. 16, 17 e 18. Ed. Amauta.|  | As referências deste artigo necessitam de formatação. Por favor, utilize fontes apropriadas contendo título, autor e data para que o verbete permaneça verificável. Editor, considere adicionar mês e ano na marcação com {{subst:f-referências}}. |

### Sobre Mariátegui
- Tauro, Alberto. Amauta y su influencia. Obras completas, Vol. 19. Ed. Amauta.